# Álvaro Mutis

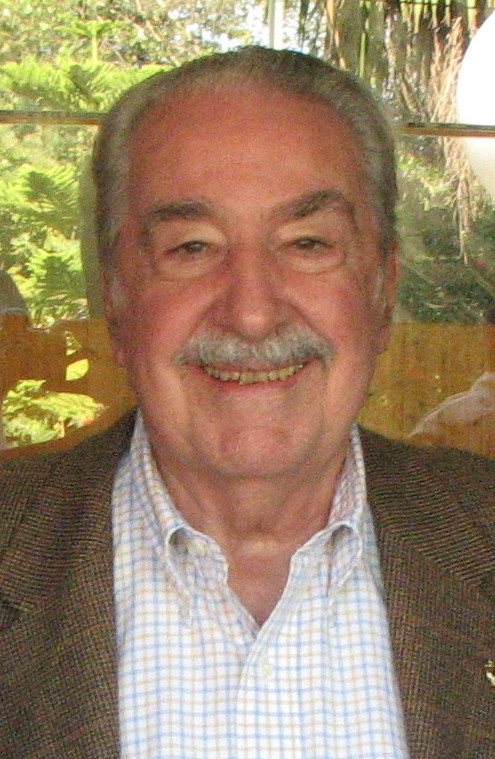
Álvaro Mutis

Álvaro Mutis Jaramillo (Bogota, 25 augustus 1923 – Mexico-Stad, 22 september 2013) was een Colombiaans schrijver en dichter.
Mutis woonde in zijn jeugd een tijd in Brussel. Hij was werkzaam als radiopresentator, journalist en pr-medewerker. Als dichter debuteerde hij in 1948 en zijn eerste verhalen verschenen in 1978. Hij is vooral bekend van de cyclus van zeven novellen rond de avonturier Maqroll el Gaviero. In 2001 kreeg hij de Cervantesprijs.
- Bibsys: 90562371
- Biblioteca Nacional de España: XX1014327
- Bibliothèque nationale de France: cb12027629x (data)
- Catàleg d'autoritats de noms i títols de Catalunya: 981059263140606706
- Gemeinsame Normdatei: 11922111X
- International Standard Name Identifier: 0000 0001 2148 2406
- Library of Congress Control Number: n84804395
- Nationale Bibliotheek van Tsjechië: jn20000701284
- Nationale Bibliotheek van Israël: 987007568442605171
- Nationale Bibliotheek van Polen: a0000002975560
- Nederlandse Thesaurus van Auteursnamen: 07517507X
- Istituto Centrale per il Catalogo Unico: CFIV110717
- LIBRIS: 358251
- Système universitaire de documentation: 028441885
- Virtual International Authority File: 113770418
- WorldCat: E39PBJB8ryXh8hjcVhtdT7yyBP